# Byrsopteryx rayada
Byrsopteryx rayada är en nattsländeart som beskrevs av Harris och Ralph W. Holzenthal 1994. Byrsopteryx rayada ingår i släktet Byrsopteryx och familjen smånattsländor. Inga underarter finns listade i Catalogue of Life.